# 1,1-Dinitroeten
1,1-Dinitroeten – nadzwyczaj nietrwały, silnie reaktywny organiczny związek chemiczny. Powstaje na drodze dehydratacji 2,2-dinitroetanolu, ale jak dotąd nie wyizolowano go w trwałej formie. Jego tworzenia się w toku wymienionej reakcji dowiedziono pułapkując go cyklopentadienem. Istnieją także doniesienia literaturowe traktujące o jego reakcjach z diazozwiązkami. Obliczenia kwantowochemiczne wskazują, że pomimo poważnej zawady przestrzennej ma budowę płaską.